# Josh Lucas
Josh Lucas (n. 20 iunie 1971) este un actor american. A jucat, printre altele, în filmele Glory Road, Sweet Home Alabama, Stealth, A Beautiful Mind, Poseidon,  J. Edgar și Red Dog. 

## Biografie
S-a născut în Little Rock, Arkansas, în 1971, fiul lui Michele, soră medicală, și a lui Don Maurer, un medic de urgență. Bunicii din partea tatălui erau poloni. Al doilea său nume este Easy (ușor) pentru că mama sa a avut o naștere deloc dificilă și a ținut ca fiul său să poarte acest nume. Părinții actorului au fost, în tinerețe, activiști pentru activitățile anti-nucleare și micul Josh a făcut multe vizite în partea de sud, odată cu părinții săi în acțiuni ale organizației din care făceau parte, împreună cu cele două surori și fratele său Devin. Până la vârsta de 13 ani a trăit în 13 locații diferite, inclusiv în Isle of Palms sau Sullivan's Island din Carolina de Sud. Pentru că părinții săi organizau diverse acțiuni pentru atragerea atenției asupra posibilelor dezastre nucleare, mama sa fiind invitată chiar la show-ul lui Jay Leno, s-au stabilit până la urmă cu locuința în Gig Harbor, Washington. A urmat cursurile Liceului Gig Harbor, absolvind în 1989. Pe parcursul Liceului a făcut parte din trupa de teatru, jucând în mai multe piese. Pentru că nu și-a urmat studiile mai departe, s-a putut concentra numai asupra carierei de actor. Astfel, la 19 ani s-a mutat la Hollywood. A fost star guest în mai multe sitcomuri până la vârsta de 20 de ani, încluzând serialele produse de Fox, True Colors și Parker Lewis Can't Lose, dar și show-ul CBS Jake and the Fatman.